# Eik IF Tønsberg
Eik IF Tønsberg, mer känd som Eik-Tønsberg, bildades den 14 mars 1928 som Eik IF, är en idrottsförening i Eik strax norr om Tønsberg i Vestfold, Norge. Klubben driver numera enbart fotboll, där A-laget spelar sina hemmamatcher på Eikbanen, med vit överdel och svarta byxor.

## Historik
Fotbollssektionen bytte namn till Eik-Tønsberg 1989 för att underlätta marknadsföringen på nationell nivå.
Eikbanen byggdes i början av 1930-talet, och senare utvecklat egna sporthallar, flera motionsslingor och slutligen Eikhallen (Eik Idrett og Samfunnshus). Eik var Sem kommuns största idrottsförening med cirka 500 medlemmar i början av 1960-talet. Förutom fotboll bedrevs även gymnastik för yngre och äldre, och skidåkning då omständigheterna tillät.
1957 spelade man sig till Norges högsta division i fotboll. 1960 spelade A-laget norsk bronsmatch, och vann. I seriesammanheng spelade man seriefinal mot Fredrikstad på Ullevaal. Fredrikstad FK vann med 2-0 och blev seriemästare, men Eik IF fick silvermedalj. I norska cupmästerskapet är största framgången semifinal mot Molde, där Molde vann 1-0. I kvartsfinalen mellan Eik och Fredrikstad på Tønsberg Gressbane 1958 kom över 15 000 åskådare, publikrekord för fotboll i Tønsberg-distriktet. Matchen slutade 1-1, och Fredrikstad FK vann omspelsmatchen på sin hemmaplan. Flere av spelarna spelade för norska landslaget, och i det regionala kretslaget. Bland spelarna kan nämnas Arne Natland, Tore Halvorsen, Arne Høivik, Dag Henriksen, Svein Gunnar Førsund, Geir Johansen och Kåre Bjørnsgård. Kända spelare som spelat för laget en kort tid är bland andra Erik Solér, Ronny Johnsen, Jan Frode Nornes, målvakten Erik Thorstvedt och tränaren Morten Sanne Melvold.
Eik-Tønsberg var i många år distriktets bästa fotbollslag, men FK Tønsberg, som bildades som en lokal fotbollsklubb 2001, tog över klubbens plats i 2. divisjon från säsongen 2002.

### Fotnoter
1. ↑  Ole Petter Pedersen (14 februari 2009). ”Eik–Tønsberg” (på norska). Store norske leksikon. https://snl.no/Eik%E2%80%93T%C3%B8nsberg. Läst 29 september 2017.